# Tom Wood
Thomas Andrew Wood (Coventry, 3 novembre 1986) è un rugbista a 15 britannico, internazionale per l'Inghilterra, terza linea del Northampton Saints.

## Biografia
Cresciuto rugbisticamente in Inghilterra nelle giovanili del Worcester, ebbe un periodo di formazione in Nuova Zelanda nel 2006, allorquando trascorse nove mesi a Oamaru militando in un locale club e rappresentando la provincia del North Otago in dieci occasioni; tornato in patria fu integrato nella prima squadra del Worcester ed esordì sia campionato che in Challenge Cup.
Dopo due stagioni a Worcester fu lasciato libero e giunse l'ingaggio, nel 2010, da parte del Northampton; al termine della prima stagione nel suo nuovo club ricevette il riconoscimento di miglior giocatore della Premiership.
Le buone performance in campionato avevano portato il C.T. della Nazionale inglese Martin Johnson a convocare Wood per il Sei Nazioni 2011, nel corso del quale esordì a Cardiff contro il Galles; successivamente il giocatore fece anche parte della rosa convocata per la Coppa del Mondo di rugby 2011 in Nuova Zelanda.

## Palmarès
- Premiership: 1
Northampton: 2013-14
- Challenge Cup: 1
Northampton: 2013-14